# Fear & Hunger
Fear & Hunger è un videogioco di ruolo survival horror pubblicato nel 2018 e realizzato dallo sviluppatore di videogiochi finlandese Miro Haverinen. Ambientato in un contesto dark fantasy anacronistico che combina elementi medievali e della prima età moderna, Fear & Hunger segue le vicende di uno dei quattro personaggi giocabili mentre esplorano il Dungeon "Fear and Hunger", affrontando trappole mortali, enigmi e mostri nel tentativo di addentrarsi sempre più a fondo per trovare il capo mercenario Le'garde.
Il gioco ha ricevuto recensioni generalmente positive con i critici che ne hanno elogiato l'atmosfera, il gameplay, la narrazione e il livello di difficoltà, ma hanno criticato la presenza di errori di battitura piuttosto frequenti e il modo in cui il gioco ha gestito alcuni dei temi più maturi, in particolare quello della violenza sessuale.
Un sequel, Fear & Hunger 2: Termina, è stato pubblicato nel 2022.

## Modalità di gioco
All'inizio del gioco il giocatore può scegliere una delle quattro classi disponibili: il Mercenario, il Cavaliere, il Sacerdote Oscuro o lo Straniero. Successivamente, il giocatore seleziona il proprio passato, le cui risposte conferiscono oggetti o abilità speciali. Il giocatore viene poi invitato a scegliere uno dei quattro livelli di difficoltà, l'ultimo dei quali deve essere sbloccato per poter essere giocato. Una volta iniziata l'esplorazione, il giocatore deve attraversare i dungeon di Fear & Hunger, evitando o affrontando i numerosi mostri e trappole che popolano il dungeon. Nel corso del gioco, è possibile incontrare vari NPC, alcuni dei quali possono essere reclutati per unirsi al gruppo del giocatore.
Il gioco presenta un "sistema di combattimento strategico a turni" in cui i personaggi possono mirare a diverse parti del corpo dei loro nemici. Allo stesso modo, gli attacchi nemici possono causare la perdita permanente di arti dei personaggi giocabili, influenzando la loro velocità e la loro capacità di usare le armi. Il giocatore deve anche gestire la fame e la sanità mentale, che peggiorano nel corso del tempo. Molte azioni durante il gioco, incluso il salvataggio, sono determinate tramite una meccanica di lancio della moneta, in cui il giocatore deve indovinare correttamente l'esito di "testa" o "croce".
Il gioco presenta finali multipli, che dipendono dalle scelte fatte dal giocatore.

## Sviluppo
Fear & Hunger è stato realizzato con il motore RPG Maker MV e sviluppato nell'arco di due anni.
Il gioco è stato progettato quasi interamente da Miro Haverinen. In un'intervista, ha dichiarato che l'idea per il gioco è nata durante i suoi anni scolastici, quando proponeva ai sui compagni di classe questioni morali scomode, tutte ambientate in un dungeon macabro. La prima demo di Fear & Hunger servì come parte pratica della tesi accademica di Haverinen. Haverinen ha dichiarato che l'ispirazione per il gioco proveniva dal desiderio di creare una sensazione di oscurità implacabile e di sperimentare modi diversi per evocare disperazione e orrore. Tra le sue fonti di ispirazione, Haverinen ha citato Silent Hill, Hellraiser, Amnesia: The Dark Descent, Nethack, Berserk, i giochi Souls e Mortal Kombat. Alcuni aspetti del gioco, tra cui una sezione in cui era previsto il nuoto, sono stati tagliati durante lo sviluppo.

## Pubblicazione
Fear & Hunger è stato pubblicato su Steam e Itch.io l'11 dicembre 2018.

## Accoglienza
Fear & Hunger ha ricevuto ampi elogi sia dalla critica che dai giocatori. I critici hanno elogiato l'atmosfera del gioco, il gameplay, la narrazione e l'elevato livello di difficoltà del gioco. Scrivendo per DualShockers, Marcus Jones ha scritto che "Paura e fame sono l'essenza assoluta della fatica, con la morte come parte naturale del gioco. Tuttavia, coloro che perseverano e applicano la conoscenza nelle partite precedenti a quella attuale sono ricompensati con un dungeon crawler unico nel suo genere, che vi farà tornare letteralmente strisciando per giocarci ancora."
Dominic Tarason, scrivendo per Rock Paper Shotgun, ha elogiato il gameplay e l'atmosfera del gioco, ma ha criticato i frequenti errori di battitura, la qualità variabile delle illustrazioni e alcuni degli aspetti più sessuali dell'horror.
Lorenzo Sabatino di The Games Machine ha generalmente elogiato il gioco, pur criticando gli elementi basati sul caso nella difficoltà, ritenendoli ingiusti e frustranti.
Il recensore brasiliano Cauê Batista ha descritto Fear & Hunger come "accattivante" ma anche "problematico", lodando l'atmosfera del gioco e le sue meccaniche immersive ma criticando alcuni degli aspetti più "macabri" del gioco, in particolare la "banalizzazione della violenza sessuale".

## Fear & Hunger 2: Termina
Un sequel, Fear & Hunger 2: Termina, è stato pubblicato il 9 dicembre 2022 per Steam e Itch.io.
Nel sequel, è possibile giocare nei panni di uno degli otto personaggi disponibili.
Il gioco è ambientato nello stesso universo degli anni '40, circa 300 anni dopo gli eventi del primo capitolo. Ambientato nella città di Prehevil, il gioco segue 14 sconosciuti che sono costretti a partecipare al Festival di Termina, che si svolge nell'arco di tre giorni.

La colonna sonora del gioco è stata composta principalmente da Miro Haverinen. Tuttavia, brani come Unknowable, Wayward Souls, Lost Haven/Shillings e Denied the Light sono stati realizzati dall'artista Chilly Makes Music. Questi brani sono disponibili sulla maggior parte delle principali piattaforme di streaming.